# Formativ evaluering
 Der er for få eller ingen kildehenvisninger i denne artikel, hvilket er et problem. Du kan hjælpe ved at angive troværdige kilder til de påstande, som fremføres i artiklen.

Formativ evaluering skal styrke og stimulere den uddannelsessøgendes faglige udvikling i modsætning til summativ evaluering, der skal afgøre, om en minimumskompetence er opnået svarede til bestået eller ikke-bestået.
Den formative evaluering kan også ses som en 'fremadrettet evaluering', hvor den summative evaluering er rettet mod afsluttet arbejde.
Formative evaluering kan være (i skolebrug):
- At give feedback med henblik på handling, hvad skal der gøres og hvad kan der gøres næst.
- Procesevaluering - evaluering af processen
- Fremadrettet med fokus på læreprocessen
- Integreret i læreprocessen
- Den evaluerede fremviser det ufuldstændige, det ufærdige og fejlene.
- Den evaluerende involverer sig for at understøtte ændring og udvikling.
- Fejl ses som potentiale for udvikling og læring.
- Vægt på validitet

| Skole | Spire Denne artikel om en skole, en uddannelsesinstitution eller uddannelse er en spire som bør udbygges. Du er velkommen til at hjælpe Wikipedia ved at udvide den. |